# Устинов, Николай Прокофьевич
Николай Прокофьевич Устинов (31 октября 1903, Санкт-Петербург — 9 декабря 1949, Рига) — советский военно-медицинский деятель, организатор и руководитель военно-медицинской службы Советской армии, генерал-лейтенант медицинской службы (27.06.1945).

## Биография
Родился 31 октября 1903 года в Петербурге.
С 1925 года после окончания Ленинградской фельдшерско-акушерской школы направлен на службу в ряды РККА. С 1927 по 1932 год обучался в Военно-медицинской академии. С 1932 по 1941 год служил в действующей армии в должностях военный врач и старший военный врач полка, дивизии и начальник военно-медицинской службы Орловского военного округа. 
С 1941 по 1945 год в период  Великой Отечественной войны, Н. П. Устинов являлся с 1941 года — начальником военно-санитарного отдела 20-й армии, с 1941 по 1942 год — начальником военно-санитарного отдела 43-й армии. С 1942 по 1945 год — Н. П. Устинов руководил военно-санитарными управлениями Крымского, Северо-Кавказского, Сталинградского, Южного, 1-го и 4-го Украинских фронтов, был активным участником и руководителем всех фронтовых медицинских частей и подразделений в период проведения: с 1944 года — Львовско-Сандомирской и с 1945 года — Висла-Одерской и Берлинской стратегических наступательных операций.
С 1945 года после окончания войны Н. П. Устинов был назначен начальником военно-медицинского управления Центральной группы войск со штабом в Австрии, которым руководил до 1948 года. С 1948 по 1949 год был руководителем военно-медицинской службы Прибалтийского военного округа.
Скончался 9 декабря 1949 года в Риге.

## Высшие воинские звания
- Генерал-майор медицинской  службы  (21.04.1943)
- Генерал-лейтенант медицинской  службы  (27.06.1945)[4]

## Награды
- Два Ордена Красного Знамени (02.12.1942, 06.11.1945)
- Орден Суворова 2-й степени (29.05.1945)
- Орден Кутузова 2-й степени (06.04.1945)
- Орден Отечественной войны 1-й (19.03.1944) и 2-й (16.05.1944) степеней
- Два Ордена Красной Звезды (09.08.1941, 03.11.1944)
- Медаль «За оборону Сталинграда» (22.12.1942)
- Медаль «За оборону Севастополя» (22.12.1942)
- Медаль «За оборону Москвы» (01.05.1944)
- Медаль «За победу над Германией в Великой Отечественной войне 1941-1945 гг.» (09.05.1945)
- Медаль «За взятие Берлина» (09.06.1945)
- Медаль «За освобождение Праги» (09.06.1945)[5][1][2]